# West Long Branch
West Long Branch és una població dels Estats Units a l'estat de Nova Jersey. Segons el cens del 2007 tenia 8.383 habitants.

## Demografia
Segons el cens del 2000, West Long Branch tenia 8.258 habitants, 2.448 habitatges, i 1.860 famílies. La densitat de població era de 1.103,3 habitants per km².
Dels 2.448 habitatges en un 35,5% hi vivien nens de menys de 18 anys, en un 64,9% hi vivien parelles casades, en un 8,6% dones solteres, i en un 24% no eren unitats familiars. En el 21,3% dels habitatges hi vivien persones soles el 13,3% de les quals corresponia a persones de 65 anys o més que vivien soles. El nombre mitjà de persones vivint en cada habitatge era de 2,77 i el nombre mitjà de persones que vivien en cada família era de 3,25.
Per edats la població es repartia de la següent manera: un 21,8% tenia menys de 18 anys, un 22,1% entre 18 i 24, un 21,1% entre 25 i 44, un 20,4% de 45 a 60 i un 14,6% 65 anys o més.
L'edat mediana era de 34 anys. Per cada 100 dones de 18 o més anys hi havia 84,7 homes.
La renda mediana per habitatge era de 71.852 $ i la renda mediana per família de 80.127 $. Els homes tenien una renda mediana de 59.638 $ mentre que les dones 34.000 $. La renda per capita de la població era de 27.651 $. Aproximadament el 3,1% de les famílies i el 4,5% de la població estaven per davall del llindar de pobresa.

## Poblacions més properes
El següent diagrama mostra les poblacions més properes.